# Forse Esther
Forse Esther (Vielleicht Esther in tedesco) è un romanzo della scrittrice tedesca di origini ucraine Katja Petrowskaja pubblicato nel 2014

## Trama
Esther è il nome che forse aveva la bisnonna della scrittrice che venne uccisa dai militari tedeschi poco lontano da Kiev nel 1941 quando chiese come arrivare a Babij Jar dove erano stati massacrati oltre trentamila ebrei. La storia narra le vicende della famiglia che fu dispersa fra Polonia, Russia e Austria e intreccia il percorso dell'autrice per recuperarne la memoria storica. Nel viaggio si incontrano personaggi diversi, come Rosa la babuska che salvò molti bambini durante l'assedio di Leningrado, il nonno ucraino internato a Mauthausen e ricomparso dopo molti anni o Semén, rivoluzionario di Odessa che trasforma in Petrovskij il suo cognome ebraico.

## Riconoscimenti
Il libro è stato giudicato vincitore nel 2015 del Premio Strega Europeo  e dello Schubart-Literaturpreis.

## Edizione originale
- (DE) Katja Petrowskaja, Vielleicht Esther: Geschichten, Frankfurt am Main, Büchergilde Gutenberg, 2014, ISBN 9783763267347, OCLC 894350214.

## Edizione italiana
- Katja Petrowskaja, Forse Esther, traduzione di Ada Vigliani, Milano, Adelphi, 2014, ISBN 9788845929281, OCLC 898001623.

## Edizioni in altre lingue
- (UK) Катя Петровська, Мабуть Естер: історії, Чернівці, Книги XXI, 2015, ISBN 9786176141051, OCLC 1003097128.
- (HU) Katja Petrowskaja, Vielleicht Esther, traduzione di Imre Kurdi, Budapest, Magvető, 2015, ISBN 963142815X, OCLC 962103827.
- (EN) Katja Petrowskaja, Vielleicht Esther: Geschichten, traduzione di Imre Kurdi, Berlin, Suhrkamp, 2021, ISBN 9783518465967, OCLC 9783518465967.